# To se vysvětlí, soudruzi!
To se vysvětlí, soudruzi! je osmidílný česko-německý komediální seriál o nadpřirozených jevech od režisérů Michala Samira a Matěje Chlupáčka z roku 2024. Dílo nezapře inspiraci brakovým futurismem 60. let; odehrává se roku 1983 v tehdejší ČSSR.
Soudruzi, představení na 57. MFF v Karlových Varech v létě 2023, měli premiéru 3. března 2024 na vlnách ČT1.

## Produkce
Na filmu spolupracovali režiséři Michal Samir a Matěj Chlupáček, scénář napsali společně scenáristé Marie Stará, Lucie Vaňková a Miro Šifra. Seriál vznikl v koprodukci České televize a německé televize ZDF. Seriál se pohybuje na hraně různých žánrů (komedie, sci-fi, detektivky, hororu i westernu), pracuje se stylizací, nadsázkou a parodií, mnohdy inspirován snímky Václava Vorlíčka a Oldřicha Lipského. Při výrobě kulis a rekvizit se tvůrci mimo jiné inspirovali u autora bondovek Kena Adama.

## Příběh
Seriál se odehrává v době normalizace a sleduje jednotlivé případy Ústavu paranormálních jevů. Skeptický badatel David (Jiří Macháček) je pověřen výzkumem paranormálních případů. Jeho nadřízený, ředitel Ústavu (instituce, zabývající se mimo jiné případy levitace, samovznícení, tajemných vražd či vraždících loutek), mu přidělí mladého kolegu Vojtu (Jan Cina), překypujícího vědeckým zápalem; tato nesourodá dvojice začne vyšetřovat neobvyklé případy, které nespadají do ranku ostatních bezpečnostních složek v republice. Dohlíží na ně (a práci občas komplikuje) dvojice pracovníků StB, Štěpánka Snížková (Anna Fialová) a Jaroslav Hora (Leoš Noha).

## Obsazení
| Jiří Macháček      | David Zajíc                         |
| Jan Cina           | Vojta Bek                           |
| Anna Fialová       | příslušnice StB Štěpánka Snížková   |
| Leoš Noha          | příslušník StB Jaroslav Hora        |
| Darija Pavlovičová | Eva Zajícová, Davidova dcera        |
| Lenka Termerová    | prof. Milada Minterová, CSc. (Lada) |
| Richard Stanke     | ředitel Peter Čurko                 |
| Ján Jackuliak      | patolog MUDr. Karel Pavlas          |

## Seznam dílů
1. Ostře sledované UFO
2. Jak uškrtit mistra Šálka
3. Copak je to za veksláka
4. Hoří, má babičko
5. Paní, vy jste vdova!
6. Balada pro Kozlopíra
7. Srdečné pozdravy z lázní
8. Lada Lazarová

## Recenze
- Mirka Spáčilová, MF DNES / iDNES.cz  55 %[3]
- Andrea Zunová, Právo  65 %[4]
- Milan Rozšafný, Kinobox  45 %[5]

## Ohlasy
Religionista Ivan Štampach uveřejnil v Náboženském infoservisu s odkazy na parapsychologii a západní esoterismus. Další recenze Jitky Schlichtsové rozebírá mimosmyslové vnímání.